# Tricellula aurantiaca
Tricellula aurantiaca är en svampart som först beskrevs av Haskins, och fick sitt nu gällande namn av Arx 1970. Tricellula aurantiaca ingår i släktet Tricellula, divisionen sporsäcksvampar och riket svampar.   Inga underarter finns listade i Catalogue of Life.